# Jesus lebt, mit ihm auch ich

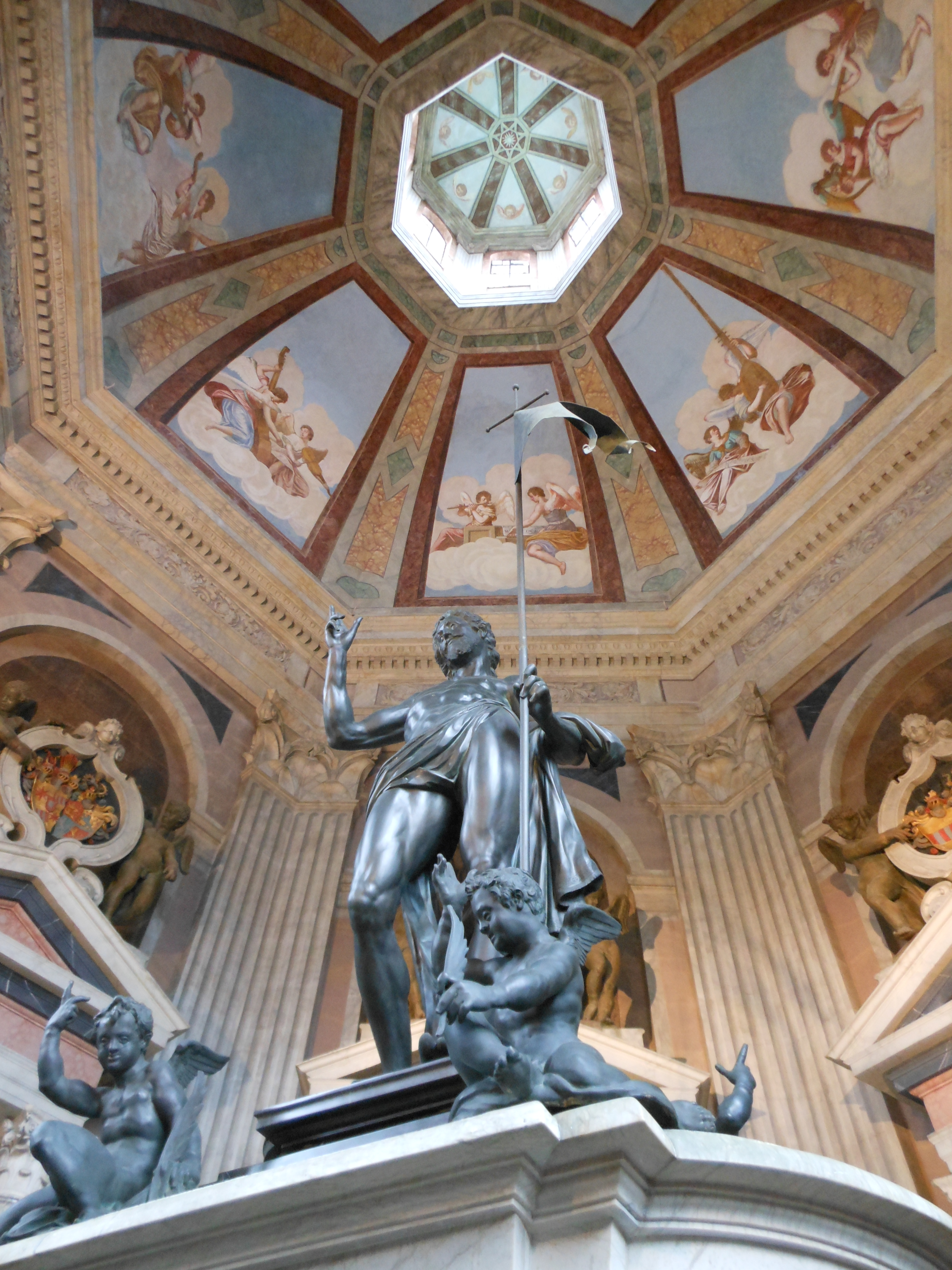
Adriaen de Vries, 1620: Auferstandener Christus über dem Kenotaph Ernsts von Schaumburg, Mausoleum Stadthagen

Jesus lebt, mit ihm auch ich ist ein Kirchenlied zum Osterfest. Das Lied erklärt in kurzen, prägnanten Sätzen die Bedeutung des Ostergeschehens von seiner heilsgeschichtlichen über die persönlich-ethische Dimension bis hin zur Kunst des heilsamen Sterbens (ars moriendi). Der Text stammt von Christian Fürchtegott Gellert, zuerst veröffentlicht 1757 in seiner Sammlung Geistliche Oden und Lieder. Gellert schrieb die sechs Strophen zur Melodie des gut hundert Jahre älteren Sterbelieds Jesus, meine Zuversicht, mit der sein Text, kaum verändert, auch heute im Evangelischen Gesangbuch steht (Nr. 115). Das Mennonitische Gesangbuch enthält eine vierstrophige Version (Nr. 410), auch das katholische Gotteslob von 2013 enthält eine vierstrophige Version mit der Melodie von Albert Höfer (Nr. 336).

## Entstehung
Gellert begründet sein geistliches Liederschaffen in der Vorrede zu den Geistlichen Oden und Liedern mit der „Pflicht der Dichter“, die „Kraft der Poesie vornehmlich den Wahrheiten und Empfindungen der Religion zu widmen“, sowie damit, „daß sich der Geschmack der Dichtkunst und Beredsamkeit in unserm Jahrhunderte sehr geändert hat. Vieles ist in der Sprache unsrer Väter, in ihrer Art zu denken, erlaubt, gebräuchlich und unanstößig gewesen, das es in unsern Tagen nicht mehr ist.“ Daher sind mehrere Texte der Sammlung unverkennbar moderne Kontrafakturen älterer Lieder. Jesus lebt, mit ihm auch ich schließt sich formal und inhaltlich an Jesus, meine Zuversicht von Otto von Schwerin (EG 526) an. Der Akzent ist jedoch vom Trost im Sterben – den auch Gellert thematisiert – zum Lob des auferstandenen Jesus verlagert.

## Text im Evangelischen Gesangbuch und im Gotteslob

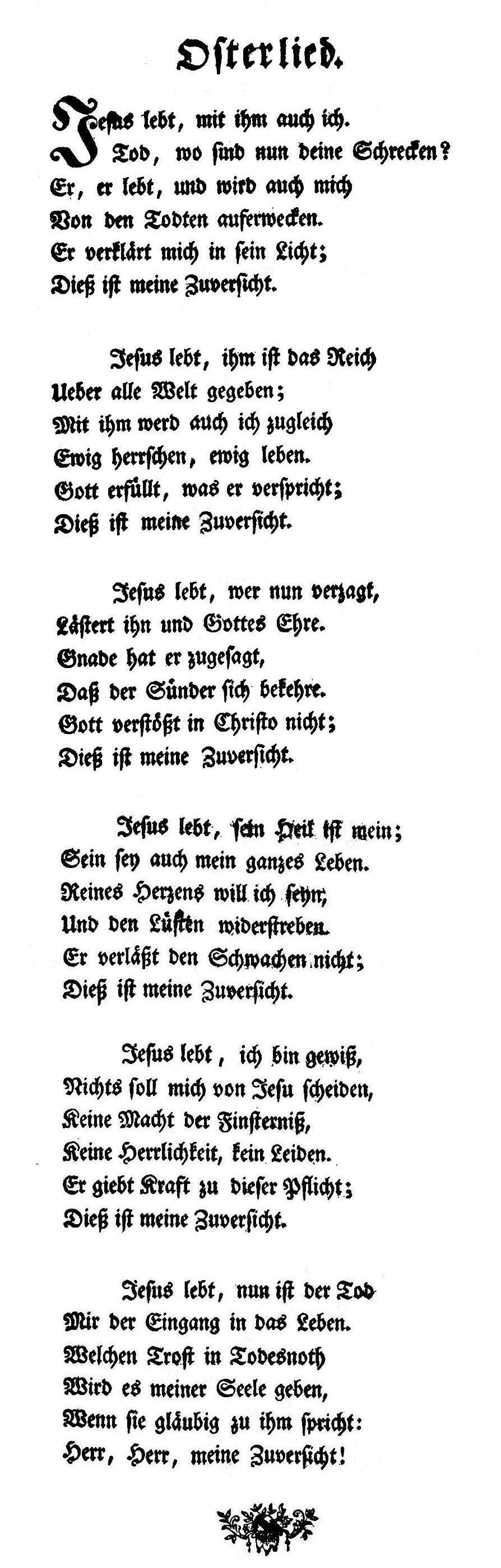
Jesus lebt, mit ihm auch ich, Erstdruck 1757

1. Jesus lebt, mit ihm auch ich!
Tod, wo sind nun deine Schrecken?
Er, er lebt und wird auch mich
von den Toten auferwecken.
Er verklärt mich in sein Licht;
dies ist meine Zuversicht.
2. Jesus lebt! Ihm ist das Reich
über alle Welt gegeben;
mit ihm werd auch ich zugleich
ewig herrschen, ewig leben.
Gott erfüllt, was er verspricht:
dies ist meine Zuversicht.
3. Jesus lebt! Wer nun verzagt,
lästert ihn und Gottes Ehre.
Gnade hat er zugesagt,
dass der Sünder sich bekehre.
Gott verstößt in Christus nicht;
dies ist meine Zuversicht.
4. Jesus lebt! Sein Heil ist mein,
sein sei auch mein ganzes Leben;
reines Herzens will ich sein,
bösen Lüsten widerstreben.
Er verlässt den Schwachen nicht;
dies ist meine Zuversicht.
5. Jesus lebt! Ich bin gewiss,
nichts soll mich von Jesus scheiden,
keine Macht der Finsternis,
keine Herrlichkeit, kein Leiden.
Seine Treue wanket nicht;
dies ist meine Zuversicht.
6. Jesus lebt! Nun ist der Tod
mir der Eingang in das Leben.
Welchen Trost in Todesnot
wird er meiner Seele geben,
wenn sie gläubig zu ihm spricht:
„Herr, Herr, meine Zuversicht!“

## Melodien
Die 1653 in Johann Crügers Praxis Pietatis Melica ohne Verfasserangabe veröffentlichte Melodie von Jesus, meine Zuversicht ist vermutlich ein Werk Crügers selbst. Gellert ordnet sie im Anhang seiner geistlichen Liedersammlung ausdrücklich dem Text Jesus lebt, mit ihm auch ich zu; er hatte sie beim Verfassen sicher im Ohr. Sie wurde schon zu seiner Zeit in der rhythmisch vereinfachten Version gesungen, die heute neben der Originalfassung als „spätere Form“ im EG steht.
Im katholischen Bereich fand Jesus lebt, mit ihm auch ich seit dem 19. Jahrhundert Verbreitung, u. a. mit einer Melodie aus dem Nachtrag zum allgemeinen Choral-Melodienbuche für Kirchen und Schulen, zur Beförderung des Choralstudiums von Johann Adam Hiller. In einigen Diözesanausgaben des Gotteslobs von 1975 stand es mit einer Melodie von Moritz Brosig. In das Gotteslob von 2013 wurde es mit der in Süddeutschland beliebten Melodie des Augsburger Pfarrers Albert Höfer († 1857) aufgenommen.
Eine weitere Vertonung findet sich in Herrn Professor Gellerts geistliche Oden und Lieder mit Melodien von Carl Philipp Emanuel Bach (Wq 194.10).